# Кубанский государственный университет
Куба́нский государственный университет (КубГУ) — высшее учебное заведение, расположенное в Краснодаре. Является одним из крупнейших и старейших университетов юга России.
В 2023 году университет занял 17 место в Рейтинге крупнейших университетов России, по данным Мониторинга Министерства науки и высшего образования РФ в университете в 2023 году обучались 23 561 человек.

## История
Основан 5 (18) сентября 1920 года как Институт народного образования. 19 декабря 1920 года был избран первый ректор — Никандр Маркс. Позже заведение было переименовано в Кубанский высший педагогический институт. 19 сентября 1924 года постановлением СНК РСФСР Кубанский высший педагогический институт был утверждён в числе других педагогических институтов страны в составе шести учебных отделений. В 1931 году институт был переименован в Кубанский агрономический педагогический институт. В 1933 году переименован в Краснодарский государственный педагогический и учительский институт им. 15-летия ВЛКСМ. В конце 1940-х годов переименован в Краснодарский государственный педагогический институт им. 15-летия ВЛКСМ. 18 февраля 1970 года Краснодарский государственный педагогический институт был преобразован в Кубанский государственный университет.
В марте 1996 года на встрече Джорджа Сороса и председателя Правительства РФ Виктора Черномырдина было подписано соглашение о совместной программе по созданию Интернет-центров в классических университетах 33 регионов России, в число которых вошёл и Кубанский государственный университет. С 1998 по 2001 год, благодаря грантовой поддержке Института «Открытое Общество», в университете была создана команда высококвалифицированных молодых специалистов, получивших квалификационные сертификаты таких крупнейших мировых лидеров в области информационных технологий, как IBM, SUN, CISCO, ORACLE.
В январе 2006 года ректор вуза академик РАН Владимир Бабешко был избран почётным сенатором Высшей технико-экономической школы Берлина.
Звание почётного профессора КубГУ носят известные учёные, политические и общественные деятели: экс-премьер-министр Российской Федерации, президент Торгово-промышленной палаты РФ академик Евгений Примаков, депутат Государственной думы академик Михаил Залиханов, Чрезвычайный и Полномочный посол Германии в России в 2002—2005 годах Г. Ф. фон Плётц, ректор МГУ академик Виктор Садовничий, профессор Университета Теннесси Р. Уильямс, экс-президент Ассоциации колледжей Среднего Запада (США) Э. Хейфорд.
В 2003 г. Игорь Юрьевич Васильев, первый кубанский футуролог, окончил исторический факультет КубГУ.
14 ноября 2008 года ректором КубГУ стал Михаил Астапов, ранее возглавлявший департамент образования Краснодарского края, был обвинен в плагиате. По состоянию на март 2024 года продолжает занимать должность ректора университета.

## Рейтинги
- 2002 — университет был награждён Российско-Швейцарским бизнес-клубом золотой медалью за безупречную деловую репутацию
- 2004, 2005 — университет вошёл в сотню лучших вузов России и был отмечен золотой медалью «Европейское качество»[6]
- 2009 — КубГУ занял 314 место в мире, став 10-м среди российских вузов (рейтинг независимого рейтингового агентства «РейтОР»)
- 2013 — 26-е место в «Национальном рейтинге университетов» от «Интерфакса»[7]
- 2014 — рейтинговый класс «Е» в списке лучших высших учебных заведений Содружества Независимых Государств (агентство «Эксперт РА»)[8]
- 2019 — 56-е место в «Национальном рейтинге университетов» от «Интерфакса» (в разделе «Образование» — 8-е место)[9]
- 2020 — 58-е место в рейтинге 100 лучших российских вузов 2020 по версии Forbes[10][11]
- 2021 — 60-е место в «Национальном рейтинге университетов» от «Интерфакса» (в разделе «Образование» — 12-е место)[12]
- 2022 — 26-е место в рейтинге лучших вузов России по версии HeadHunter[13]
- 2023 — 16-е место в рейтинге лучших вузов России по версии HeadHunter[14]

## Факультеты
Главный корпус КубГУ расположен на улице Ставропольской — здесь сосредоточено большинство корпусов университета. Также часть факультетов расположена в других районах города на улицах Рашпилевская, Постовая, Мира, Сормовская, Димитрова, Лизы Чайкиной.
- Институт среднего профессионального образования КубГУ (ИНСПО КубГУ)
- Математики и компьютерных наук
  - Математика (бакалавриат)
  - Математика и компьютерные науки (бакалавриат)
  - Педагогическое образование по двойному профилю «информатика» и «математика» (бакалавриат)
  - Фундаментальная математика и механика (специалитет)
- Физико-технический
  - Физика (бакалавриат)
  - Радиофизика (бакалавриат)
  - Электроника и наноэлектроника (бакалавриат)
  - Биотехнические системы и технологии (бакалавриат) 
  - Радиотехника (бакалавриат)
  - Инфокоммуникационные технологии и системы связи (бакалавриат)
  - Информационные системы и технологии (бакалавриат)
  - Медицинская физика (магистратура)
- Химии и высоких технологий
  - Химия
  - Стандартизация и метрология
  - Техносферная безопасность

- Биологический
  - Биология (бакалавриат)
  - Водные биоресурсы и аквакультура (бакалавриат)
- Институт географии, геологии, туризма и сервиса
  - География (бакалавриат)
  - Картография и геоинформатика (бакалавриат)
  - Экология и природопользование (бакалавриат)
  - Сервис (бакалавриат)
  - Туризм (бакалавриат)
  - Гостиничное дело (бакалавриат)
  - Педагогическое образование (бакалавриат)
  - Геология (бакалавриат)
  - Технологии геологической разведки (бакалавриат)
- Компьютерных технологий и прикладной математики
  - Фундаментальные информатика и информационные технологии (бакалавриат)
  - Прикладная математика и информатика (бакалавриат)
  - Математическое обеспечение и администрирование информационных систем (бакалавриат)
  - Прикладная информатика (бакалавриат)
- Экономический
  - Менеджмент (бакалавриат)
  - Экономика (бакалавриат)
  - Торговое дело (бакалавриат)
  - Инноватика (бакалавриат)
  - Бизнес-информатика (бакалавриат)
  - Системный анализ и управление (бакалавриат)
- Юридический
  - Юриспруденция (бакалавриат)
  - Правоохранительная деятельность (специалитет)
  - Правовое обеспечение национальной безопасности (специалитет)
- Управления и психологии
  - Психология (бакалавриат)
  - Политология (бакалавриат)
  - Государственное и муниципальное управление (бакалавриат)
  - Управление персоналом (бакалавриат)
  - Конфликтология (бакалавриат)
  - Социальная работа (бакалавриат)
  - Организация работы с молодежью (бакалавриат)
  - Документоведение и архивоведение (бакалавриат)
- Истории, социологии и международных отношений
  - История (бакалавриат, магистратура)
  - Философия (бакалавриат)
  - Социология (бакалавриат)
  - Международные отношения (бакалавриат)
  - Регионоведение (бакалавриат)
  - Теология (бакалавриат)
  - Религиоведение (бакалавриат)
  - Востоковедение, африканистика (бакалавриат)
- Филологический
  - Филология (бакалавриат)
  - Педагогическое образование (бакалавриат)
- Факультет романо-германской филологии
  - Перевод и переводоведение (специалитет)
  - Лингвистика (бакалавриат)
  - Фундаментальная и прикладная лингвистика (бакалавриат)
  - Филология (бакалавриат)
- Художественно-графический
  - Педагогическое образование
- Архитектуры и дизайна
  - Архитектура (бакалавриат)
  - Искусство костюма и текстиля (бакалавриат)
  - Дизайн (бакалавриат)
- Журналистики
  - Журналистика (бакалавриат)
  - Издательское дело (бакалавриат)
  - Реклама и связи с общественностью (бакалавриат)
- Педагогики, психологии и коммуникативистики
  - Педагогика (бакалавриат)
  - Технологическое образование (бакалавриат)
  - Социально-экономическое образование (бакалавриат)[3]

## Резонансные события
По результатам экспертиз «Диссернета», у ректора Михаила Астапова и нескольких преподавателей КубГУ были обнаружены диссертации, содержащие признаки нарушения академической этики (плагиат). Всего в КубГУ было обнаружено около 50 подобных диссертаций.
11 апреля 2013 года на основании материалов оперативно-разыскной деятельности ведомства было возбуждено уголовное дело по ч. 3 ст. 159 УК РФ «Мошенничество в особо крупном размере» в отношении профессора Кубанского государственного университета Михаила Саввы. Многие сторонники Саввы и правозащитники считают дело политически заказным, так как профессор написал статью, критикующую методы работы ФСБ с краснодарскими НКО. Среди героев статьи была некоммерческая организация, представляющая таджикскую диаспору. По информации ФедералПресс, 15 апреля Савва должен был выступать в Общественной палате России на слушаниях по проверкам НКО силовыми структурами, и его арест может быть связан с нежеланием кубанских силовиков «выносить сор из избы». Статья вышла уже после его ареста.
Председатель комиссии Общественной палаты по проблемам безопасности граждан и взаимодействию с системой судебно-правоохранительных органов Анатолий Кучерена назвал тогда содержание Саввы под стражей «излишней предосторожностью». В поддержку Саввы высказался и Совет по правам человека при президенте России. Освобождение профессора из СИЗО произошло благодаря ходатайству главы СПЧ Михаила Федотова. Позже Михаилу Савве удалось выехать за пределы Российской Федерации.
После начала вторжения России на Украину в 2022 году студенты, публично выразившие антивоенную позицию, подвергались давлению со стороны руководства университета. Ранее ректор КубГУ Михаил Астапов и десятки сотрудников университета подписали обращение в поддержку вторжения.  
В июне 2023 года из университета был отчислен студент 3-го курса факультета архитектуры и дизайна, бьюти-блогер Максим Беломыльцев. Позднее он был задержан в подъезде дома и доставлен в отделение, где на него были составлены протоколы по статьям «Пропаганда нетрадиционных сексуальных отношений и(или)предпочтений, смены пола» и «Публичные действия, направленные на дискредитацию использования Вооружённых сил Российской Федерации». Официальной причиной отчисления было названо «аморальное поведение» студента, а именно блог, который он вёл про макияж. 

## Ректоры
- Никандр Маркс — 1920
- Владимир Бабешко — 1982—2008
- Михаил Астапов — с 2008

## Филиалы в городах
- Армавир
- Геленджик
- Новороссийск
- Славянск-на-Кубани
- Тихорецк